# Bob Young
Pour les articles homonymes, voir Robert Young et Young.
Robert « Bob » Young est un homme d'affaires canadien. Il a créé l'entreprise AAC Corporation, qui fusionna en 1995 avec Red Hat. Il devint alors le CEO de Red Hat jusqu'en novembre 1999, où il céda le poste à Matthew Szulik. En 2002, il fonde le site d'auto publication Lulu.com.

En 1993, Bob Young cofonda Red Hat la compagnie de logiciels open source qui donne aux vendeurs de matériels et de logiciels une plate-forme standard sur laquelle certifier leurs technologies. Red Hat est une compagnie du Fortune 500 (classement mondial des compagnies) et principal rival de Microsoft.

Son succès à Red Hat lui a valu la reconnaissance de l'industrie, y compris sa nomination comme l'un des Top Entrepreneurs de Business Week en 1999.
En 2000, Bob Young cofonda le Center for Public Domain (Centre pour le Domaine Public), une association à but non lucratif créée pour soutenir d'importantes négociations sur la propriété intellectuelle, les brevets et la loi sur le Copyright, et la gestion du domaine public pour le bien commun.
Parmi les bénéficiaires de subventions se trouvent Electronic Frontier Foundation, les Creative Commons, la Free Software Foundation et Future of Music Coalition.
En 2003, Bob Young a acheté les Tiger-Cats de Hamilton de la Ligue canadienne de football et est actuellement vice-président de la ligue.